# 松本義肢製作所
株式会社松本義肢製作所（まつもとぎしせいさくじょ）は、愛知県小牧市に本社を置く企業。

## 概要
創業者は松本豊治。豊治は1881年（明治14年）に愛知県東春日井郡沓掛村（のち瀬戸市）の村長の息子として生まれたという。1898年（明治31年）、豊治が17歳のときに病気により右大腿切断手術を受けた。右足を失った息子に父親は米国製の義足を与えたものの、これは日本人の体型に合わず、これをきっかけに豊治は義足の研究を進めることになる。徹底的に理想の義足を求める豊治の研究姿勢は、のちに「技術の松本」として評される松本義肢製作所に引き継がれていくことになる。
1905年（明治38年）、名古屋市片端町（のち東区東片端町）において松本義手義足製作所として創業するに至った。1921年（大正10年）に松本義手義足製造合資会社として法人化、1960年（昭和35年）に本社を東区飯田町3丁目（のち泉三丁目）に移したことを機に株式会社松本義肢製作所と改組している。
豊治は1943年（昭和18年）に社長業を従兄弟にあたる松本武に譲っている。二代目の武は名古屋大学病院をはじめとして各地の病院に積極的な営業を行った。三代目社長は武の長男である耕治が継ぎ、会社の近代化を進めた。